# Ernesto Bernardo di Sassonia-Meiningen
Ernesto Bernardo di Sassonia-Meiningen (nome completo Ernst Bernhard Viktor Prinz von Sachsen-Meiningen) (Meiningen, 27 settembre 1859 – Castello di Altenstein, 29 dicembre 1941) fu principe di Sassonia-Meiningen.

## Famiglia d'origine
Suo padre era il duca Giorgio II di Sassonia-Meiningen, figlio del duca Bernardo II di Sassonia-Meiningen e della principessa Maria Federica d'Assia-Kassel; sua madre era la principessa Feodora di Hohenlohe-Langenburg, figlia di Ernesto I di Hohenlohe-Langenburg e di Feodora di Leiningen.

## Biografia
Nato nella località di Meiningen, Ernesto era il maggiore dei figli che il duca ereditario di Sassonia-Meiningen, Giorgio, ebbe dalla sua seconda moglie Feodora. Suo padre ereditò il trono nel 1866.
Di gusti raffinati e intellettuale, Ernesto era il figlio preferito di suo padre. Egli era un pittore talentuoso e, ancora oggi, si possono ammirare i suoi affreschi nella proprietà di famiglia Villa Carlotta, sul lago di Como.

Egli organizzò anche i lavori di costruzione e decorazione del teatro di Meiningen.
Ernesto fece carriera nell'esercito e raggiunse il grado di colonnello di cavalleria dell'esercito prussiano.

Gli venne concessa una laurea honoris causa in filosofia dall'università di Jena.
Ernesto si sposò a Monaco di Baviera il 20 settembre del 1892 con Katharina (“Käthe”) Jensen (1874–1945), figlia del poeta Wilhelm Jensen e di Marie-Elisabeth Brühl. Si trattò di un matrimonio morganatico e alla sposa, il giorno delle nozze, venne concesso il titolo di baronessa di Saalfed da parte di Giorgio II, padre di Ernesto. Nonostante avesse concluso un matrimonio diseguale Ernesto conservò i suoi diritti di successione al ducato di Sassonia-Meiningen.
Quando suo fratellastro maggiore Bernardo III di Sassonia-Meiningen, l'ultimo duca regnante del Sassonia-Meiningen, morì il 16 gennaio del 1928, Ernesto gli succedette come capo della casa ducale. I suoi figli invece, titolati Baroni e Baronesse come la madre, non avevano diritto di successione, pertanto alla morte di Ernesto come capo della casa gli succedette il nipote Giorgio, figlio di suo fratello minore Federico Giovanni.
Egli è sepolto nel cimitero del parco di Meiningen.

La Ernststrasse di Meiningen è stata chiamata così in suo onore.

## Figli

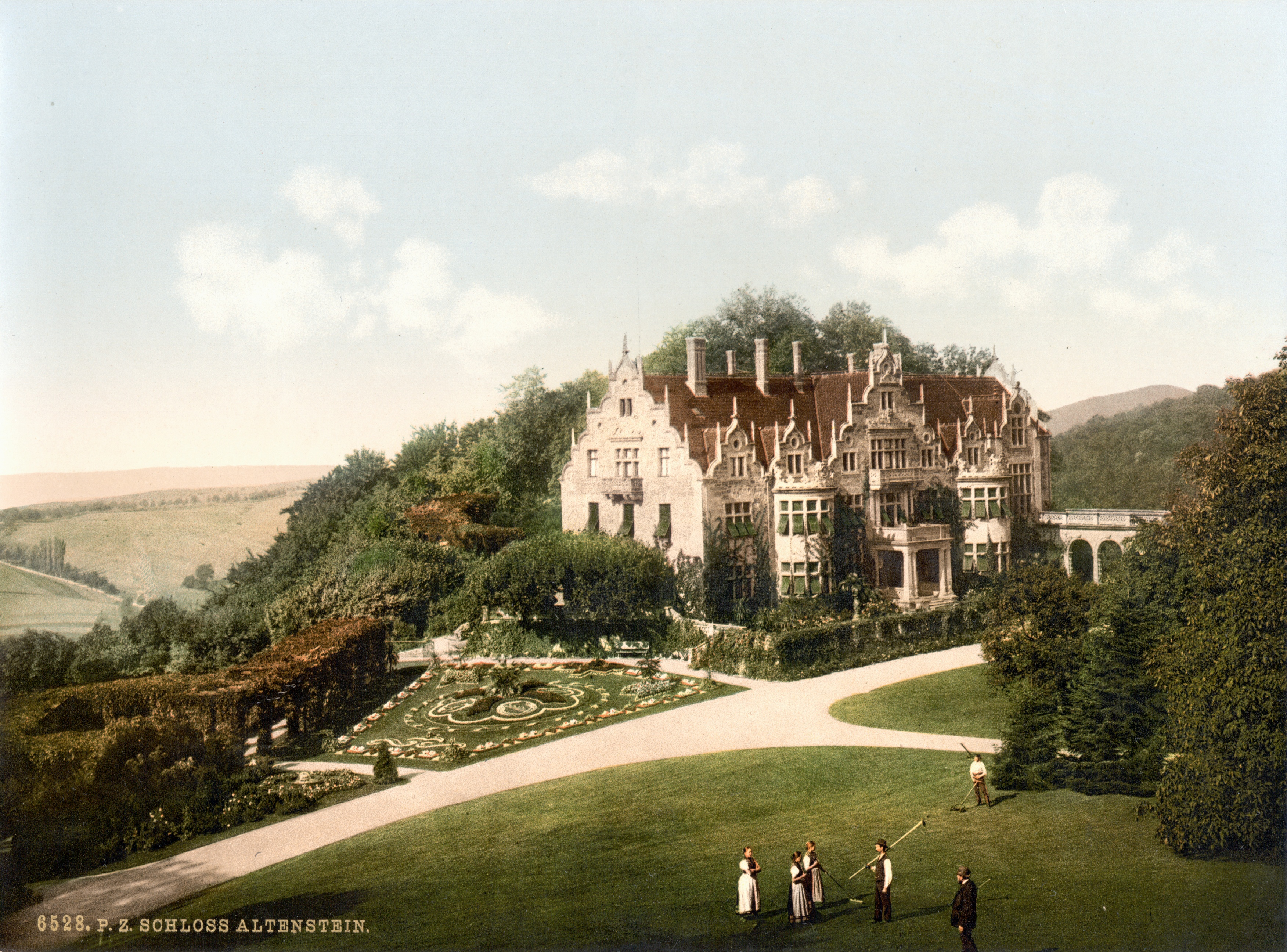
Vista del castello d'Altenstein

Dalla sua unione con Katharina sono nati:
- Giorgio Guglielmo, barone di Saalfeld, nato l'11 giugno 1893 e morto il 29 aprile 1916;
- Elisabetta, baronessa di Saalfeld, nata il 2 febbraio 1896 e morta il 4 giugno 1934, sposò il 25 aprile 1917 Johann Duken;
- Ernesto, barone di Saalfeld, nato il 4 luglio 1897 e morto il 28 maggio 1915;
- Ralf Erich, barone di Saalfeld, nato il 28 marzo 1900 e morto il 22 luglio 1947, sposò l'11 ottobre 1928 Marie Seitz, con discendenza, e il 16 agosto 1936 Mélanie de Bismarck, con discendenza,;
- Sven Hans, barone di Saalfeld, nato il 18 settembre 1903 e morto il 13 dicembre 1998, sposò il 20 marzo 1936 Elisabeth Faust, divorziò nel 1952, con discendenza,;
- Enrico, barone di Saalfeld, nato il 17 luglio 1908 e morto il 31 marzo 1941, sposò il 28 febbraio 1936 Ruth Viererbe, con discendenza,.

## Ascendenza
|                                        |                                          |                                           | Genitori                                        |  |  | Nonni |  |  | Bisnonni                        |  |  | Trisnonni                            |  |
|                                        |                                          |                                           |                                                 |  |  |       |  |  | Giorgio I di Sassonia-Meiningen |  |  | Antonio Ulrico di Sassonia-Meiningen |  |
|                                        |                                          |                                           |                                                 |  |  |       |  |  | Giorgio I di Sassonia-Meiningen |  |  | Antonio Ulrico di Sassonia-Meiningen |  |
|                                        |                                          | Carlotta Amalia d'Assia-Philippsthal      |                                                 |  |  |       |  |  | Giorgio I di Sassonia-Meiningen |  |  |                                      |  |
| Bernardo II di Sassonia-Meiningen      |                                          |                                           |                                                 |  |  |       |  |  | Giorgio I di Sassonia-Meiningen |  |  |                                      |  |
|                                        |                                          | Luisa Eleonora di Hohenlohe-Langenburg    | Cristiano Alberto di Hohenlohe-Langenburg       |  |  |       |  |  |                                 |  |  |                                      |  |
|                                        |                                          | Luisa Eleonora di Hohenlohe-Langenburg    | Cristiano Alberto di Hohenlohe-Langenburg       |  |  |       |  |  |                                 |  |  |                                      |  |
|                                        |                                          | Luisa Eleonora di Hohenlohe-Langenburg    | Carolina di Stolberg-Gedern                     |  |  |       |  |  |                                 |  |  |                                      |  |
| Giorgio II di Sassonia-Meiningen       |                                          | Luisa Eleonora di Hohenlohe-Langenburg    |                                                 |  |  |       |  |  |                                 |  |  |                                      |  |
|                                        |                                          | Guglielmo II d'Assia-Kassel               | Guglielmo I d'Assia-Kassel                      |  |  |       |  |  |                                 |  |  |                                      |  |
|                                        |                                          | Guglielmo II d'Assia-Kassel               | Guglielmo I d'Assia-Kassel                      |  |  |       |  |  |                                 |  |  |                                      |  |
|                                        |                                          | Guglielmo II d'Assia-Kassel               | Guglielmina Carolina di Danimarca               |  |  |       |  |  |                                 |  |  |                                      |  |
| Maria Federica d'Assia-Kassel          |                                          | Guglielmo II d'Assia-Kassel               |                                                 |  |  |       |  |  |                                 |  |  |                                      |  |
|                                        |                                          | Augusta di Prussia                        | Federico Guglielmo II di Prussia                |  |  |       |  |  |                                 |  |  |                                      |  |
|                                        |                                          | Augusta di Prussia                        | Federico Guglielmo II di Prussia                |  |  |       |  |  |                                 |  |  |                                      |  |
|                                        |                                          | Augusta di Prussia                        | Federica Luisa d'Assia-Darmstadt                |  |  |       |  |  |                                 |  |  |                                      |  |
| Ernesto Bernardo di Sassonia-Meiningen |                                          | Augusta di Prussia                        |                                                 |  |  |       |  |  |                                 |  |  |                                      |  |
|                                        | Carlo Ludovico I di Hohenlohe-Langenburg | Cristiano Alberto di Hohenlohe-Langenburg |                                                 |  |  |       |  |  |                                 |  |  |                                      |  |
|                                        | Carlo Ludovico I di Hohenlohe-Langenburg | Cristiano Alberto di Hohenlohe-Langenburg |                                                 |  |  |       |  |  |                                 |  |  |                                      |  |
|                                        | Carlo Ludovico I di Hohenlohe-Langenburg | Carolina di Stolberg-Gedern               |                                                 |  |  |       |  |  |                                 |  |  |                                      |  |
| Ernesto I di Hohenlohe-Langenburg      | Carlo Ludovico I di Hohenlohe-Langenburg |                                           |                                                 |  |  |       |  |  |                                 |  |  |                                      |  |
|                                        |                                          | Amalia Enrichetta di Solms-Baruth         | Giovanni Cristiano Ii di Solms-Baruth           |  |  |       |  |  |                                 |  |  |                                      |  |
|                                        |                                          | Amalia Enrichetta di Solms-Baruth         | Giovanni Cristiano Ii di Solms-Baruth           |  |  |       |  |  |                                 |  |  |                                      |  |
|                                        |                                          | Amalia Enrichetta di Solms-Baruth         | Federica Luisa di Reuss Kostritz                |  |  |       |  |  |                                 |  |  |                                      |  |
| Feodora di Hohenlohe-Langenburg        |                                          | Amalia Enrichetta di Solms-Baruth         |                                                 |  |  |       |  |  |                                 |  |  |                                      |  |
|                                        |                                          | Emilio Carlo di Leiningen                 | Carlo Federico Guglielmo di Leiningen           |  |  |       |  |  |                                 |  |  |                                      |  |
|                                        |                                          | Emilio Carlo di Leiningen                 | Carlo Federico Guglielmo di Leiningen           |  |  |       |  |  |                                 |  |  |                                      |  |
|                                        |                                          | Emilio Carlo di Leiningen                 | Cristiana di Solms-Rödelheim-Assenheim          |  |  |       |  |  |                                 |  |  |                                      |  |
| Feodora di Leiningen                   |                                          | Emilio Carlo di Leiningen                 |                                                 |  |  |       |  |  |                                 |  |  |                                      |  |
|                                        |                                          | Vittoria di Sassonia-Coburgo-Saalfeld     | Francesco Federico di Sassonia-Coburgo-Saalfeld |  |  |       |  |  |                                 |  |  |                                      |  |
|                                        |                                          | Vittoria di Sassonia-Coburgo-Saalfeld     | Francesco Federico di Sassonia-Coburgo-Saalfeld |  |  |       |  |  |                                 |  |  |                                      |  |
|                                        |                                          | Vittoria di Sassonia-Coburgo-Saalfeld     | Augusta di Reuss-Ebersdorf                      |  |  |       |  |  |                                 |  |  |                                      |  |
|                                        |                                          | Vittoria di Sassonia-Coburgo-Saalfeld     |                                                 |  |  |       |  |  |                                 |  |  |                                      |  |